# Chris Anderson (chính khách)
Chris Anderson là một chính khách người Mỹ và nhà hoạt động chính trị của Đảng Dân chủ. Ông là thành viên của Hội đồng thành phố Chattanooga, Tennessee cho Quận 7, nhưng đã bị đánh bại trong cuộc bầu cử tranh cử vào ngày 11 tháng 4. Ông là cá nhân LGBT công khai đầu tiên được bầu vào Hội đồng thành phố của Chattanooga. Ông cũng là thành viên của Ủy ban Điều hành Nhà nước của Đảng Dân chủ Tennessee.

## Sự nghiệp chính trị
Anderson bắt đầu sự nghiệp chính trị của mình với tư cách là một nhà hoạt động của Đảng Dân chủ.  Ông được bầu vào năm 2003 với tư cách là Chủ tịch của Đảng Dân chủ Trẻ Tennessee, người cũng cho ông một ghế trong Ủy ban Điều hành Nhà nước của Đảng Dân chủ Tennessee. Sau đó, ông được bầu vào năm 2007 với tư cách là Phó chủ tịch điều hành của Đảng Dân chủ Trẻ của nước Mỹ khi tổ chức đó lần đầu tiên được lãnh đạo bởi một Chủ tịch đồng tính công khai và Phó chủ tịch điều hành. Ông được bầu vào Hội đồng thành phố Chattanooga năm 2013.

## Pháp lệnh lợi ích đối tác trong nước
Anderson đã đề xuất một sắc lệnh lợi ích đối tác trong nước bình đẳng mà hội đồng thành phố đã thông qua vào ngày 12 tháng 11 năm 2013 trong cuộc bỏ phiếu 5-4 ủng hộ cho phép lợi ích hợp tác trong nước cho các cặp đồng giới ở thành phố Chattanooga. Vào ngày 19 tháng 11 năm 2013, hội đồng thành phố trong một cuộc bỏ phiếu cuối cùng, đã bỏ phiếu 5-3 ủng hộ cho phép lợi ích hợp tác trong nước. Trước khi pháp lệnh đối tác trong nước có hiệu lực, Công dân về Trách nhiệm và Minh bạch của Chính phủ, một bộ phận địa phương của Đảng Tiệc Trà, đã thu thập đủ chữ ký để bãi bỏ sắc lệnh này đối với một cuộc bỏ phiếu phổ biến vào tháng 8 năm 2014. Hội đồng thành phố đã không bãi bỏ sắc lệnh này, cho phép bỏ phiếu tiến hành vào ngày 7 tháng 8, ngày bầu cử chung cho Quận Hamilton.
Vào ngày 7 tháng 8 năm 2014, các cử tri của Chattanooga đã bãi bỏ Sắc lệnh 12781 với số phiếu ủng hộ 62,58% và 37,42% phiếu chống.

## Nỗ lực thu hồi 2014
Anderson là chủ đề của một nỗ lực thu hồi năm 2014 gây tranh cãi đã thất bại. Anderson đã đệ đơn kiện để ngăn chặn việc thu hồi cáo buộc các đối thủ của ông là cố chấp vì ông cảm thấy nỗ lực thu hồi này là một phần của phản ứng chính trị đối với Pháp lệnh Đối tác trong nước của ông.